# SLC25A43
SLC25A43 (англ. Solute carrier family 25 member 43) – білок, який кодується однойменним геном, розташованим у людей на довгому плечі X-хромосоми. Довжина поліпептидного ланцюга білка становить 341 амінокислот, а молекулярна маса — 37 718.
| 10         |  | 20         |  | 30         |  | 40         |  | 50         |
| ---------- |  | ---------- |  | ---------- |  | ---------- |  | ---------- |
| MATWRRDGRL |  | TGGQRLLCAG |  | LAGTLSLSLT |  | APLELATVLA |  | QVGVVRGHAR |
| GPWATGHRVW |  | RAEGLRALWK |  | GNAVACLRLF |  | PCSAVQLAAY |  | RKFVVLFTDD |
| LGHISQWSSI |  | MAGSLAGMVS |  | TIVTYPTDLI |  | KTRLIMQNIL |  | EPSYRGLLHA |
| FSTIYQQEGF |  | LALYRGVSLT |  | VVGALPFSAG |  | SLLVYMNLEK |  | IWNGPRDQFS |
| LPQNFANVCL |  | AAAVTQTLSF |  | PFETVKRKMQ |  | AQSPYLPHSG |  | GVDVHFSGAV |
| DCFRQIVKAQ |  | GVLGLWNGLT |  | ANLLKIVPYF |  | GIMFSTFEFC |  | KRICLYQNGY |
| ILSPLSYKLT |  | PGVDQSLQPQ |  | ELRELKKFFK |  | TRKPKPKKPT |  | L          |

A: Аланін

C: Цистеїн

D: Аспарагінова кислота

E: Глутамінова кислота

F: Фенілаланін

G: Гліцин

H: Гістидин

I: Ізолейцин

K: Лізин

L: Лейцин

M: Метіонін

N: Аспарагін

P: Пролін

Q: Глутамін

R: Аргінін

S: Серин

T: Треонін

V: Валін

W: Триптофан

Задіяний у таких біологічних процесах, як транспорт, альтернативний сплайсинг. 
Локалізований у мембрані, мітохондрії, внутрішній мембрані мітохондрії.